# Dyskografia Lloyd Banksa
Poniżej przedstawiona została dyskografia amerykańskiego rapera Lloyd Banksa. Zawiera trzy albumy studyjne, listę singli, teledysków oraz mixtape’ów.

## Albumy

### Studyjne
| Rok  | Tytuł                                                                             | Pozycje na listach | Pozycje na listach | Pozycje na listach | Pozycje na listach | Pozycje na listach | Pozycje na listach | Pozycje na listach | Certyfikacja                              |
| Rok  | Tytuł                                                                             | US                 | US                 | US                 | UK                 | GER                | FRA                | CAN                | Certyfikacja                              |
| Rok  | Tytuł                                                                             | 200                | R&B                | Rap                | UK                 | GER                | FRA                | CAN                | Certyfikacja                              |
| ---- | --------------------------------------------------------------------------------- | ------------------ | ------------------ | ------------------ | ------------------ | ------------------ | ------------------ | ------------------ | ----------------------------------------- |
| 2004 | The Hunger for More - Wydany: 29 czerwca 2004 - Wytwórnia: G-Unit/Interscope      | 1                  | 1                  | 1                  | 15                 | 45                 | 37                 | 2                  | - US: Platyna - UK: Srebro - CAN: Platyna |
| 2006 | Rotten Apple - Wydany: 10 października 2006 - Wytwórnia: G-Unit/Interscope        | 3                  | 1                  | 1                  | 40                 | –                  | 65                 | 6                  | - CAN: Złoto                              |
| 2010 | H.F.M. 2 (Hunger for More 2) - Wydany: 23 listopada 2010 - Wytwórnia: G-Unit, EMI | 25                 | 6                  | 4                  | –                  | –                  | –                  | 60                 |                                           |

### Niewydane
| Rok  | Tytuł                                                                                 |
| ---- | ------------------------------------------------------------------------------------- |
| 2005 | The Big Withdraw - Wydany: 2005 (wyciekł do Internetu) - Wytwórnia: G-Unit/Interscope |

## Single

### Solo
| Rok  | Tytuł                                                                 | Pozycja na listach | Pozycja na listach | Pozycja na listach | Pozycja na listach | Pozycja na listach | Album               |
| Rok  | Tytuł                                                                 | US                 | US                 | US                 | UK                 | GER                | Album               |
| Rok  | Tytuł                                                                 | Hot 100            | R&B                | Rap                | UK                 | GER                | Album               |
| ---- | --------------------------------------------------------------------- | ------------------ | ------------------ | ------------------ | ------------------ | ------------------ | ------------------- |
| 2004 | „On Fire”                                                             | 8                  | 4                  | 2                  | 19                 | 36                 | The Hunger for More |
| 2004 | „I'm So Fly”                                                          | 65                 | 32                 | 21                 | –                  | –                  | The Hunger for More |
| 2004 | „Karma” (feat. Avant)                                                 | 17                 | 9                  | 6                  | –                  | –                  | The Hunger for More |
| 2006 | „Hands Up” (feat. 50 Cent)                                            | 84                 | 30                 | 12                 | 43                 | 20                 | Rotten Apple        |
| 2006 | „The Cake” (feat. 50 Cent)                                            | –                  | 65                 | –                  | –                  | –                  | Rotten Apple        |
| 2006 | „Help” (feat. Keri Hilson)                                            | –                  | 77                 | –                  | –                  | –                  | Rotten Apple        |
| 2010 | „Beamer, Benz, or Bentley” (feat. Juelz Santana)                      | 49                 | 19                 | 5                  | –                  | 4                  | Hunger for More 2   |
| 2010 | „Any Girl” (feat. Lloyd)                                              | –                  | 52                 | 24                 | –                  | 17                 | Hunger for More 2   |
| 2010 | „Start It Up” (feat. Kanye West, Swizz Beatz, Ryan Leslie & Fabolous) | 105                | 52                 | 20                 | –                  | 1                  | Hunger for More 2   |

### Inne notowane utwory
| Rok  | Tytuł      | Pozycja na listach | Pozycja na listach | Pozycja na listach | Album               |
| Rok  | Tytuł      | US                 | US                 | US                 | Album               |
| Rok  | Tytuł      | Hot 100            | R&B                | Rap                | Album               |
| ---- | ---------- | ------------------ | ------------------ | ------------------ | ------------------- |
| 2004 | „Warrior”  | –                  | 110                | –                  | The Hunger for More |
| 2005 | „My House” | –                  | 124                | –                  | The Big Withdraw    |

### Gościnnie
| Rok  | Tytuł                                                                           | Pozycja      | Pozycja  | Pozycja  | Pozycja | Album                         |
| Rok  | Tytuł                                                                           | U.S. Hot 100 | U.S. R&B | U.S. Rap | UK      | Album                         |
| ---- | ------------------------------------------------------------------------------- | ------------ | -------- | -------- | ------- | ----------------------------- |
| 2004 | „Ride Wit U” (Joe feat. Lloyd Banks & Young Buck)                               | 56           | 22       | –        | 12      | And Then...                   |
| 2005 | „Twist It” (Olivia feat. Lloyd Banks)                                           | –            | 114      | –        | –       | Behind Closed Doors           |
| 2005 | „I Know You Don’t Love Me” (Tony Yayo feat. 50 Cent, Young Buck, & Lloyd Banks) | –            | 105      | –        | –       | Thoughts of a Predicate Felon |
| 2006 | „You Don’t Know” (z Eminem, 50 Cent & Cashis)                                   | 12           | 87       | –        | 32      | Eminem Presents: The Re-Up    |

## Teledyski
| Rok        | Tytuł                      | Reżyser(rzy)    |
| ---------- | -------------------------- | --------------- |
| 2004       | „On Fire”                  | Jessy Terrero   |
| 2004       | „I'm So Fly”               | Jessy Terrero   |
| 2004       | „Karma”                    | Little X        |
| 2006       |                            |                 |
| „Hands Up” | Jessy Terrero              |                 |
| „The Cake” | Dan the Man                |                 |
| „Help”     | Melina                     |                 |
| 2010       | „Beamer, Benz, or Bentley” | Broadway        |
| 2010       | „Any Girl”                 | J. Jesses Smith |

## Występy gościnne
| Rok  | Utwór                                | Artysta(ści)                                                                                | Album                            |
| ---- | ------------------------------------ | ------------------------------------------------------------------------------------------- | -------------------------------- |
| 2003 | „Don't Push Me”                      | 50 Cent, Eminem                                                                             | Get Rich or Die Tryin’           |
| 2004 | „Why You Gotta Look So Good”         | Mýa                                                                                         | Moodring                         |
| 2004 | „We All Die One Day”                 | Obie Trice, Eminem, 50 Cent                                                                 | Cheers                           |
| 2005 | „Prices on My Head”                  | Young Buck, D-Tay                                                                           | Straight Outta Cashville         |
| 2005 | „DPG-Unit”                           | Young Buck, Snoop Dogg, Soopafly, 50 Cent, Daz Dillinger                                    | Straight Outta Cashville         |
| 2005 | „Hate It or Love It (Remix)”         | G-Unit, The Game, Young Buck                                                                | The Massacre                     |
| 2005 | „We Don't Give a Fuck”               | G-Unit, Olivia                                                                              | Thoughts of a Predicate Felon    |
| 2006 | „Stole Something”                    | Mobb Deep                                                                                   | Blood Money                      |
| 2006 | „Exclusive”                          | Avant                                                                                       | Director                         |
| 2007 | „Work It Out”                        | Young Hot Rod                                                                               |                                  |
| 2007 | „Talk About Me”                      | DJ Drama, Young Buck, Tony Yayo                                                             | Gangsta Grillz: The Album        |
| 2009 | „Hottest In The Hood (Remix Part 2)” | Red Cafe, Lloyd Banks, Busta Rhymes, Juelz Santana, Diddy                                   | Redoctober                       |
| 2009 | „You Heard Of Us (Remix)”            | DJ Kay Slay, Lloyd Banks, Papoose, Jadakiss, Styles P, Sheek Louch, Bun B, Tony Yayo, Ray J |                                  |
| 2009 | „Million Bucks (Remix)”              | Maino, Swizz Beatz                                                                          |                                  |
| 2009 | „My Bandana”                         | Maino                                                                                       | Unstoppable                      |
| 2009 | „Love Come Down”                     | Diddy, Dirty Money                                                                          |                                  |
| 2009 | „Ride the Wave (Remix)”              | Trav, Juelz Santana                                                                         |                                  |
| 2009 | „Pretty Brown (Remix)”               | Amerie, Trey Songz                                                                          |                                  |
| 2010 | „Men of Respect”                     | DJ Kayslay, Rell, Tony Yayo, Papoose, Jim Jones                                             | More Than Just a DJ              |
| 2010 | „I'm Ill (Remix Part 2)”             | Red Cafe, Ryan Leslie, Claudette Ortiz                                                      |                                  |
| 2010 | „Un-Thinkable (I'm Ready) (Remix)”   | Alicia Keys                                                                                 |                                  |
| 2010 | „Standing On Couches”                | DJ Self, Jim Jones, Lil Kim                                                                 |                                  |
| 2010 | „All I Want Is You (Remix)”          | Miguel, J. Cole                                                                             |                                  |
| 2010 | „Holding You Down (Remix)”           | Jazmine Sullivan                                                                            |                                  |
| 2010 | „Christian Dior Denim Flow”          | Kanye West, Kid Cudi, Ryan Leslie, Pusha T, John Legend                                     | G.O.O.D. Fridays                 |
| 2010 | „Remember The Titans”                | Joe Budden, Fabolous, Royce da 5’9”                                                         | Mood Muzik 4: A Turn 4 The Worst |
| 2010 | „Forever”                            | Lloyd                                                                                       |                                  |
| 2010 | „Zoooovie”                           | Reek Da Villian                                                                             | bd.                              |

## Mixtape’y
| Rok  | Mo Money in the Bank Series                                              |
| ---- | ------------------------------------------------------------------------ |
| 2003 | - Money in the Bank (Part 1) - Released: 2003                            |
| 2003 | - Mo Money in the Bank (Part 2) - Wydany: 2003                           |
| 2004 | - Ca$hing In (Part 3) - Wydany: 2004                                     |
| 2005 | - Gang Green Season Starts Now (Part 4) - Wydany: 2005                   |
| 2006 | - The Final Chapter: Gang Green Season Continues (Part 5) - Wydany: 2006 |

| Rok  | 5 & Better Series                                    |
| ---- | ---------------------------------------------------- |
| 2008 | - Return of the PLK - Wydany: 26 września 2008       |
| 2008 | - Halloween Havoc - Wydany: 31 października 2008     |
| 2009 | - The Cold Corner - Wydany: 1 stycznia 2009          |
| 2009 | - 4-30-09: Happy Birthday - Wydany: 30 kwietnia 2009 |
| 2009 | - V5: - Wydany: 28 grudnia 2009                      |
| 2011 | - TheCold Corner 2011 - Wydany: 2011                 |